# ロングビュー駅
ロングビュー駅 （英語： Longview Station ）は、アメリカ合衆国テキサス州ロングビュー パシフィック・アヴェニュー905にある駅。全米各地を結ぶ旅客鉄道のアムトラックが乗り入れている。

## 概要
ロングビュー駅は、テキサス・アンド・パシフィック鉄道（T＆P）およびインターナショナル・グレート・ノーザン鉄道（I-GN）のかつての接続駅で繁華街の東に位置している。 1937年、市の指導者の代表団は、新しい施設のためにテキサス・アンド・パシフィック鉄道を傘下にしていたミズーリ・パシフィック鉄道（MOPAC）に請願するためカンザスシティに行った。1874年に建設されたレンガ造の駅舎は時代遅れであり、成長している都市に相応しくないと考えられたので建て替えられた。当駅はテキサス州で利用客の多いアムトラックの駅の一つである。2000年代初頭、市の指導者と市民委員会は、ユニオン・パシフィック鉄道（UP）から駅の購入を検討した。ユニオン・パシフィック鉄道との交渉の数年後、ロングビュー市は最終的に駅を購入し、2009年約129,000ドルで土地を20年間賃借した。
ロングビュー市はアムトラック、都市間バスおよびロングビュー・トランジット、シャトルバスやタクシーを提供するマルチモーダル・トランスポーテーション・センターに駅を改修するために220万ドルの事業の地鎮祭を2013年初めに行った。改修工事の前、アムトラックの待合室と切符売り場は駅舎の西側にあった。ユニオン・パシフィック鉄道は駅舎の一部に入居していたが、大半は空き家で修理が必要であった。改装期間中、作業員が新しい屋根窓を設置し、オープンエアの待合所が再建された。2013年8月、ハバード・ワトリントン財団は、オープンエアのパティオの修復と仕上げをサポートするために25,000ドル供与した。駅舎には旅客待合室、手荷物室、公民館やユニオン・パシフィック鉄道とロングビュー警察署の執務室が含まれている。ロングビュー市はまメインフロアにネットカフェを入居させたいと考えている。駅の改修工事は自治体からの補助金542,000ドルを合わせた連邦道路管理局から交通強化の助成金217万ドルの資金を供給された。市当局は改修された駅が周辺の新たな関心を刺激し、それによってサウス・ロングビューの経済発展を促進すると考えている。

## 利用可能な鉄道路線／列車
アムトラックの停車する列車は下記の通り。
シカゴとサンアントニオ / ロサンゼルス間の夜行長距離列車テキサス・イーグル号 …1日1往復停車
※南行列車のシカゴ（日・火・金）出発便はサンアントニオでサンセット・リミテッド号と併結され、ロサンゼルス行きとなる。シカゴとサンアントニオ間は毎日運転。北行列車のロサンゼルス（日・水・金）出発便はサンアントニオまでサンセット・リミテッド号と併結され、同駅で切り離し。サンアントニオとシカゴ間は毎日運転。

## バス
当駅から乗車できるバスは以下の通り。
中長距離バス… アムトラックの列車と連絡輸送を行うアムトラック・スルーウェイ・モーターコーチ 
路線バス… ロングビュー・トランジット (Longview Transit) 6系統 